# Гутлянка
Гутлянка (рос.) Гутлянка — річка в Україні, у Коростенському районі Житомирської області. Ліва притока Лемлі, (басейн Дніпра).

## Опис
Довжина річки приблизно 5,10 км, найкоротша відстань між витоком і гирлом — 4,89 км, коефіцієнт звивистості річки — 1,05.

## Розташування
Бере початок в урочищі Кушмирів Луг на північно-західній стороні від села Гацьківка. Тече переважно через південно-східну околицю Мойсіївки і на північно-західній стороні від Красносілки впадає у річку Лемлю, ліву притоку Ірші.

## Цікаві факти
- У селі Мойсіївці річку перетинає автошлях М21 (автомобільний шлях міжнародного значення на території України (Виступовичі — Житомир — Могилів-Подільський — кордон із Молдовою).
- Від гирла річки на відстані приблизно 1,17 км розташована залізнична станція Красносілка.